# Warren Kidd
Warren Lynn Kidd (Harpersville, Alabama, 9 de setembre de 1970) és un exjugador de bàsquet nord-americà. Amb 2,05 metres d'alçada, jugava en la posició de pivot.

## Carrera esportiva
Va començar a jugar a la Middle Tennessee State University, a la NCAA. L'any 1993 va signar com agent lliure pels Philadelphia Sixers tot i que en el mes de juliol aquest va renunciar als seus drets sobre el jugador. El 1994 va fitxar pel Pamesa València de la lliga ACB, i l'any següent va jugar al Caja San Fernando. Un cop acabada aquesta primera experiència a Espanya va estar quatre anys jugant a la lliga italiana abans de fitxar pel Joventut de Badalona la temporada 2000-01. Aquesta segona etapa al nostre país la va acabar jugant al Canàries Telecom, abans de tornar novament a Itàlia, on es va retirar als 32 anys.